# 고래같은 마음
《고래같은 마음》(영어: Heart Like a Wheel)은 미국에서 제작된 조너선 캐플런 감독의 1983년 전기 드라마 스포츠 영화이다. 드래그 레이서 셜리 멀다우니의 삶에 기초하였다. 보니 버딜리아, 보 브리지스 등이 출연하였고, 찰스 로븐 등이 제작에 참여하였다.

## 출연진
- 보니 버딜리아
- 보 브리지스
- 리오 로시
- 호이트 액스턴
- 빌 매키니
- 앤서니 에드워즈
- 티퍼니 브리셋
- 엘런 기어

## 기타 제작진
- 제작 조정: 마티 캐츠
- 미술: 제임스 윌리엄 뉴포트
- 의상: 윌리엄 웨어 사이스